# Poštovní balík

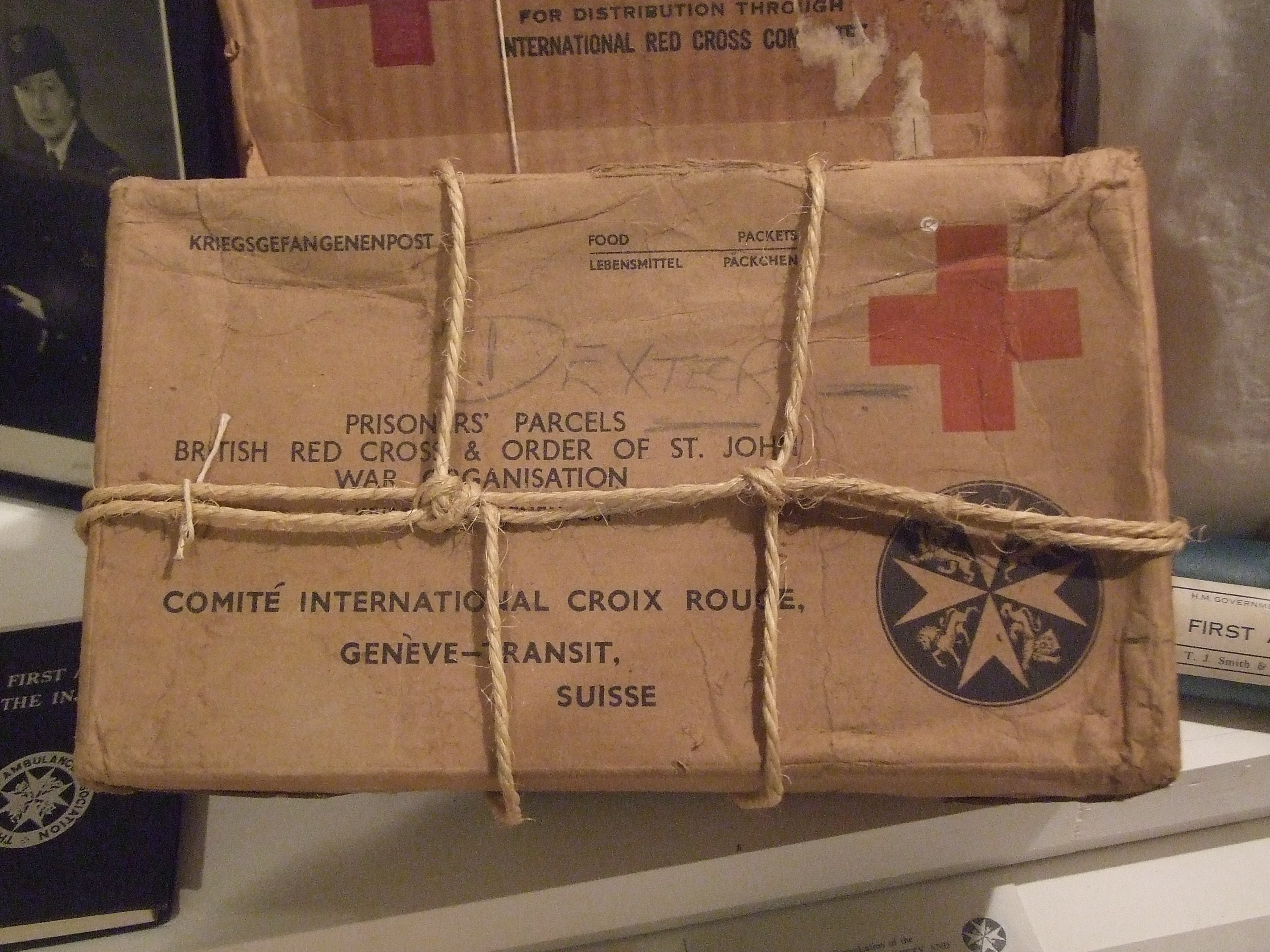
Poštovní balík

Poštovní balík je poštovní zásilka větších rozměrů či větší hmotnosti oproti dopisům či pohlednicím.

## Poštovní služby k balíkům
Balík podaný na poštu, kde je k tomu určená přepážka, musí mít přiloženou průvodku. Cena za doručení balíků se řídí aktuálním ceníkem, je odvislá od hmotnosti, vzdálenosti adresáta a zvolené služby.

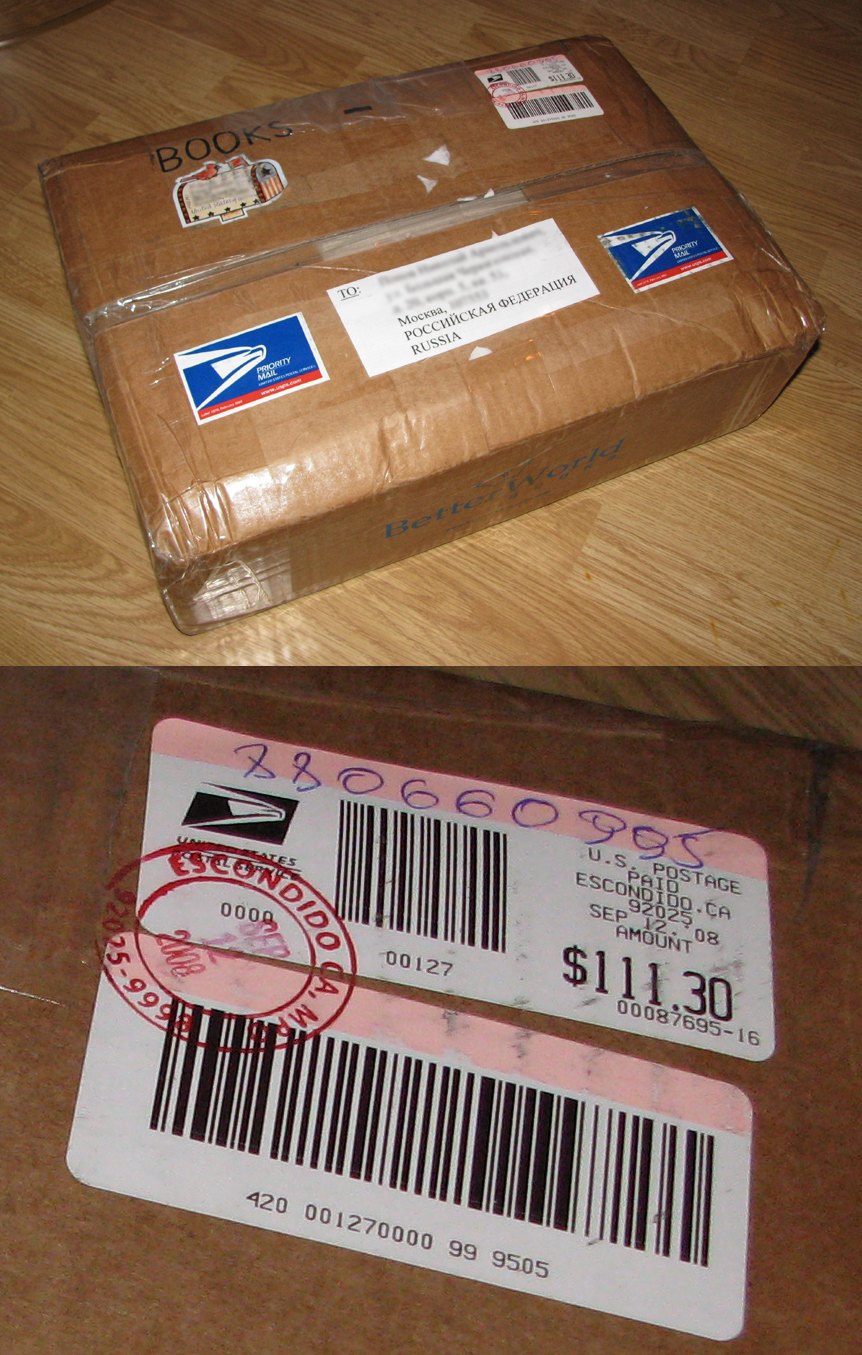
Poštovní balík a průvodka

## Služby České pošty
Rozsah služeb státního podniku České pošty týkající se balíků se vyvíjí. V roce 2011 nabízela tyto služby:
- Balík na poštu (do 30 kg)
- Doporučený balíček
- Cenný balík
- Obchodní balík
- EMS – Express mail Service (rychlé dodávání balíků do 20 kg)
- Balík Express
- Balík Nadrozměr

Některé z nabízených služeb se týkaly i balíků do zahraničí.
S ohledem na postupnou ztrátu exkluzivity dříve státního podniku Česká pošta tyto či obdobné služby na českém trhu nabízí i další firmy.

## Balíková průvodka
Je to dokument přiložený a zčásti nalepený na balík. Jsou na něm napsány či vytištěny informace o balíku, zvolené službě a případné potřebě zvláštního zacházení s zásilkou (křehké, neklopit atd.)
Dříve byly balíkové průvodky opatřeny balíkovým výplatním otiskem. Byly také používány (zřídka) z počátku 20. století balíkové nálepky polní pošty. 